# Urszula Radwańska
Urszula Radwańska (født 7. december 1990 i Ahaus, Tyskland) er en professionel tennisspiller fra Polen.